# Mark J. Ablowitz
Mark Jay Ablowitz (Nueva York, 5 de junio de 1945) es un matemático y profesor estadounidense. Se desempeña como catedrático del departamento de Matemáticas Aplicadas de la Universidad de Colorado en Boulder.

## Biografía

### Primeros años
Recibió su licenciatura en ingeniería mecánica de la Universidad de Rochester y completó su doctorado en Matemáticas bajo la supervisión de David Benney en el Instituto de Tecnología de Massachusetts en 1971.

### Carrera
Fue profesor asistente de Matemáticas en la Universidad de Clarkson durante 1971-1975 y profesor asociado durante 1975-1976. Visitó el Programa de Matemáticas Aplicadas fundado por Ahmed Cemal Eringen en la Universidad de Princeton durante 1977-1978. Fue profesor de Matemáticas en Clarkson durante 1976-1985, donde se convirtió en presidente del Departamento de Matemáticas e Informática en 1979. El 1 de julio de 1985, fue nombrado Decano de Ciencias de la Universidad Clarkson y sirvió allí hasta que se incorporó al departamento de Matemáticas Aplicadas (APPM) de la Universidad de Colorado Boulder el 30 de junio de 1989.

## Premios y honores
- Beca Sloan, 1975-1977.
- Premio de Investigación Clarkson Graham, 1976.
- Beca de la Fundación John Simon Guggenheim, 1984.
- Becario SIAM, 2011.
- Simposio de la Academia Nacional de Ciencias sobre la teoría de Solitón Kiev, URSS 1979.
- Miembro de la Sociedad Estadounidense de Matemáticas, 2012.[4]

## Publicaciones
- Solitons and the Inverse Scattering Transform, M.J. Ablowitz and H. Segur, (SIAM Studies in Applied Mathematics) 1981
- Topics in Soliton Theory and Exactly Solvable Nonlinear Equations, Eds. MJ Ablowitz, B. Fuchssteiner y M. D. Kruskal, (World Scientific) 1987
- Solitons, Nonlinear Evolution Equations and Inverse Scattering, M.J. Ablowitz and P.A. Clarkson, (London Mathematical Society Lecture Notes Series, 516 pages, (Cambridge University Press, Cambridge, UK, 1991)
- Complex Variables: Introduction and Applications, Mark J. Ablowitz and A. S. Fokas, (Cambridge University Press, Cambridge, UK, 1997)
- Nonlinear Physics: Theory and Experiment. II, M.J. Ablowitz, M. Boiti, F. Pempinelli and B. Prinari, (World Scientific 2003)
- Discrete and Continuous Nonlinear Schrödinger Systems, Mark J. Ablowitz, B. Prinari and D. Trubatch, 258 (Cambridge University Press, Cambridge, UK, 2004)
- Nonlinear Dispersive Waves: Asymptotic Analysis and Solitons, Mark J. Ablowitz, (Cambridge University Press, Cambridge, UK, 2011)